# Agron Buxhaku
Agron Buxhaku (mac. Агрон Буџаку; ur. 1957 w Debarze) – północnomacedoński polityk i politolog pochodzenia albańskiego, magister nauk społecznych, deputowany do Zgromadzenia Republiki Macedonii Północnej z ramienia Demokratycznego Związku na rzecz Integracji. Minister transportu i komunikacji (2004), ambasador Republiki Macedonii w Paryżu (2009–2015).
Deklaruje znajomość języków angielskiego, chorwackiego, francuskiego, rosyjskiego i serbskiego.